# William Varley
William Michael "Bill" Varley (ur. 6 listopada 1880 w Nowym Jorku, zm. w październiku 1968 tamże) – amerykański wioślarz, dwukrotny medalista olimpijski.
Wystąpił na igrzyskach olimpijskich w Saint Louis w 1904 roku, gdzie razem z Johnem Mulcahym wywalczył złoty medal w dwójce podwójnej. Na tej samej imprezie wspólnie z Mulcahym zdobył także srebrny medal w dwójce bez sternika. Wyprzedzili ich jedynie Robert Farnan i Joseph Ryan. Były to jego jedyne starty olimpijskie.